# Bakun
Bakun is een gemeente in de Filipijnse provincie Benguet op het eiland Luzon. Bij de laatste census in 2007 had de gemeente ruim 12 duizend inwoners.

## Geografie

### Bestuurlijke indeling
Bakun is onderverdeeld in de volgende 7 barangays:
- Ampusongan
- Bagu
- Dalipey
- Gambang
- Kayapa
- Poblacion
- Sinacbat

## Demografie
Bakun had bij de census van 2007 een inwoneraantal van 12.137 mensen. Dit zijn 76 mensen (-0,6%) minder dan bij de vorige census van 2000. De gemiddelde jaarlijkse groei komt daarmee uit op -0,09%, hetgeen geheel afwijkt van het landelijk jaarlijks gemiddelde over deze periode (2,04%). Vergeleken met de census van 1995 is het aantal mensen met 699 (5,4%) afgenomen.

De bevolkingsdichtheid van Bakun was ten tijde van de laatste census, met 12.137 inwoners op 287 km², 42,3 mensen per km².